# Ischyropsalis knirchi
Ischyropsalis knirchi is een hooiwagen uit de familie Ischyropsalididae.